# إسلام آباد (مقاطعة فارياب)
إسلام أباد (بالفارسية: موتورهای اسلام‌آباد حور) هي مستوطنة تقع في كرمان في إيران. يقدر عدد سكانها بـ 556 نسمة بحسب إحصاء 2016.